# Jan Augustyński
Jan Augustyński (ur. 1 lutego 1878 w Odporyszowie, zm. 13 czerwca 1943 w Warszawie) – polski filolog klasyczny, profesor gimnazjalny, wiceprezes Zarządu Gdańskiej Macierzy Szkolnej, dyrektor Gimnazjum Polskiego w Gdańsku, działacz polonijny.

## Życiorys
Urodził się 1 lutego 1878 w Odporyszowie. Był synem Wojciecha Augustyńskiego (powstańca styczniowego, wieloletniego wójta gminy Odporyszów) i Elżbiety z Pytków. Miał cztery siostry: Marię (1866–1952), Kunegundę (1870–1873), Antoninę, po mężu Kożuch (1875–1898) i Anielę, po mężu Luszowską (1885–1969) oraz pięciu braci: Stanisława (1869–1949), prawnika, urzędnika skarbowego w Sanoku, społecznika, działacza ludowego, posła na Sejm III kadencji II RP, Władysława (1880–1939), prawnika, sędziego i adwokata w Katowicach, Marcina (1882–1965), żołnierza I wojny światowej, właściciela gospodarstwa w Odporyszowie, Józefa (1887–1969), rolnika, sybiraka i Zygmunta (1890–1959), prawnika, dziennikarza, polityka, działacza Polskiego Państwa Podziemnego, więźnia okresu stalinowskiego.

### Krzewiciel oświaty
W 1899 ukończył VIII klasę i zdał z odznaczeniem egzamin dojrzałości w C.K. Gimnazjum w Tarnowie. Jako gimnazjalista brał czynny udział w pracy tajnych kółek samokształceniowych. W latach 1899–1900 studiował prawo na Wydziale Prawa Uniwersytetu Jagiellońskiego w Krakowie, a następnie filologię klasyczną, język polski i historię na Uniwersytecie Lwowskim. W tym okresie należał do Związku Młodzieży Polskiej „Zet”. Był członkiem innych tajnych kółek młodzieżowych, a także pełnił szereg funkcji w samorządowych organizacjach studenckich, tj. Czytelni Akademickiej, Naukowym Kole Filologicznym, Akademickim Kole Towarzystwa Szkoły Ludowej. Z racji pełnionych funkcji brał czynny udział w akcji odczytów we Lwowie i okolicy.

### Nauczyciel
1 września 1905 rozpoczął pracę w C.K. VII Gimnazjum we Lwowie jako zastępca nauczyciela. Następnie, w tym samym charakterze od 28 czerwca 1906 pracował w C.K. Gimnazjum Męskim w Sanoku, 5 czerwca 1908 złożył egzamin, a 1 września 1908 został mianowany nauczycielem rzeczywistym. W szkole nauczał języka łacińskiego i języka greckiego, kaligrafii oraz prowadził bibliotekę dla nauczycieli i zbiory archeologiczne. Reskryptem C.K. Rady Szkolnej Krajowej z 1 czerwca 1911 został zatwierdzony w zawodzie nauczycielskim i otrzymał tytuł c. k. profesora.

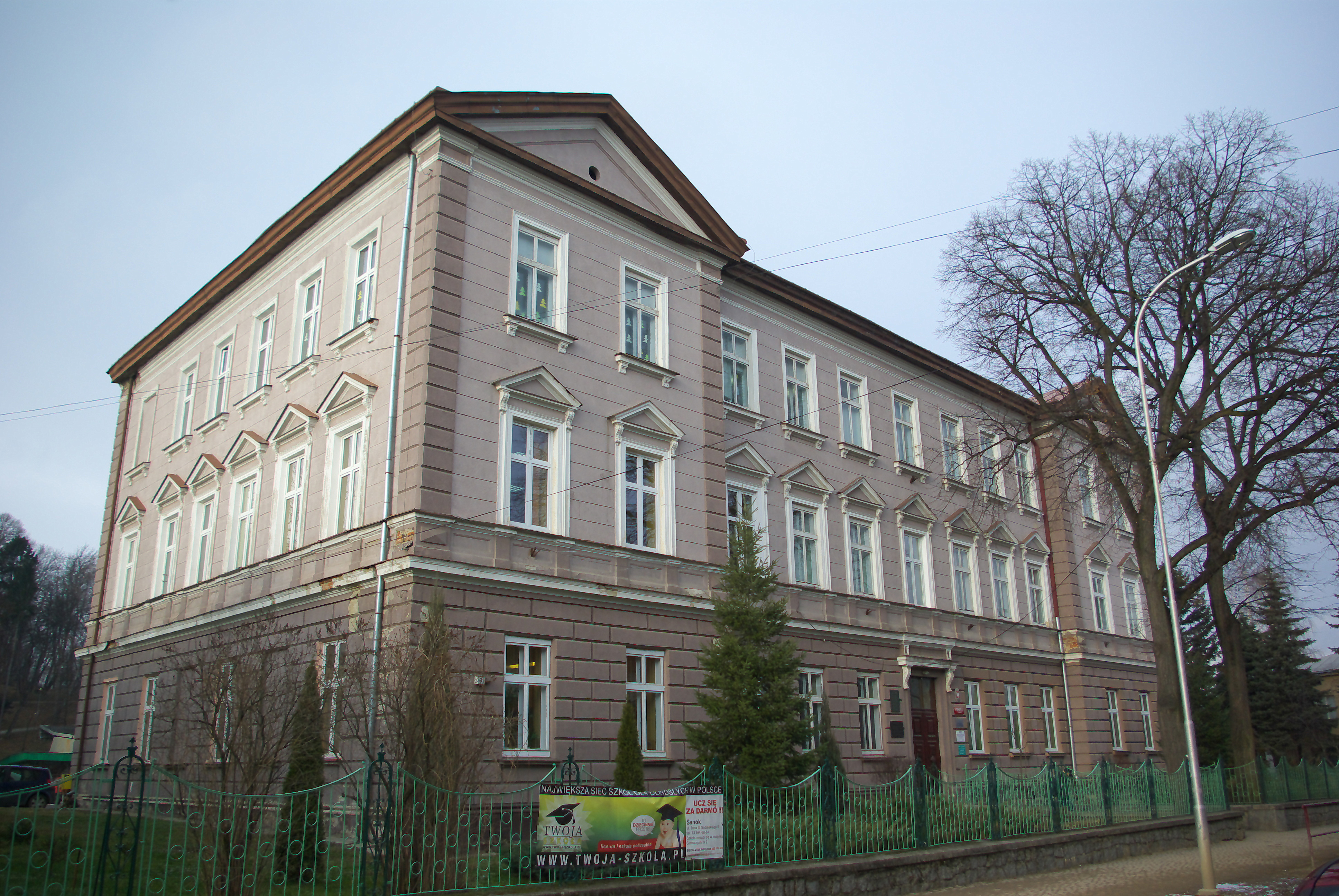
Budynek, w którym mieściło się Gimnazjum Męskie im. Królowej Zofii w Sanoku

### Profesor gimnazjalny
Od 1906 do 1912 był członkiem sanockiego gniazda Polskiego Towarzystwa Gimnastycznego „Sokół”, 27 października 1910 został wybrany członkiem wydziału, a 24 marca 1911 członkiem sądu honorowego. Przed 1914 został członkiem wydziału i sekretarzem wydziału „Towarzystwa Bursy”, sprawującego pieczę nad Bursą Jubileuszową im. Cesarza Franciszka Józefa w Sanoku. Należał do Towarzystwa Nauczycieli Szkół Wyższych, pełniąc w nim funkcję sekretarza, skarbnika, a 26 października 1919 został wybrany przewodniczącym. Był przysięgłym głównym przy C.K. Sądzie Obwodowym w Sanoku na rok 1913. Do 1922 był członkiem zarządu Towarzystwa Kredytowego Urzędników i Sług Państwowych dla Budowy Domów Mieszkalnych i Dostarczenia Członkom Artykułów Spożywczych.
Podczas I wojny światowej, od 15 września 1914, wraz z bliskimi przebywał w Salzburgu. W Czechach i Austrii organizował szkolnictwo polskie dla uchodźców z Małopolski. Pracował również w Komitecie Pomocy Ofiarom Wojny. Współpracował z Komisją Pomocy Ofiarom Wojny. W tym czasie, na przełomie 1914/1915 w trakcie inwazji i okupacji rosyjskiej w Sanoku spaleniu uległo wyposażenie jego mieszkania w domu przy ul. Tadeusza Kościuszki (należącego do Wojciecha Ślączki), w tym jego bogata biblioteka. W listopadzie 1918 uczestniczył w rozbrajaniu wojsk austriackich. Został członkiem zarządu zawiązanego w 1919 Koła Przyjaciół Harcerstwa w Sanoku. Tuż po odzyskaniu przez Polskę niepodległości znalazł się w grupie kilku sprawdzonych profesorów sanockiego gimnazjum, których skierowano do pracy w polskich szkołach na obszarze byłego zaboru pruskiego. Od połowy marca 1920 był dyrektorem Państwowego Gimnazjum im. Bolesława Krzywoustego w Nakle. Pracując w Nakle był działaczem Towarzystwa Nauczycieli Szkół Średnich i Wyższych, był członkiem zarządu Okręgu Poznańskiego TNSW i zasiadał w Zarządzie Głównym TNSW. Następnie od 1923 był dyrektorem Państwowego Gimnazjum i Liceum Klasycznego im. Bolesława Chrobrego w Grudziądzu.

### Dyrektor Gimnazjum Polskiego w Gdańsku

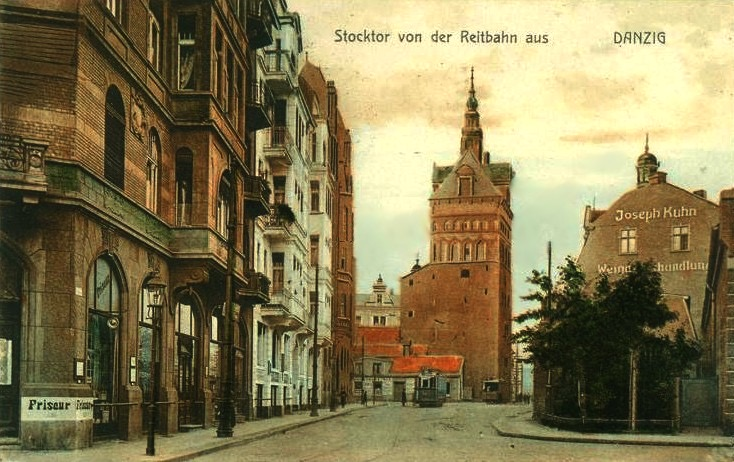
Jan Augustyński mieszkał przy ul. Reitbahn 4 w Wolnym Mieście Gdańsku (obecnie ul. Wojciecha Bogusławskiego)

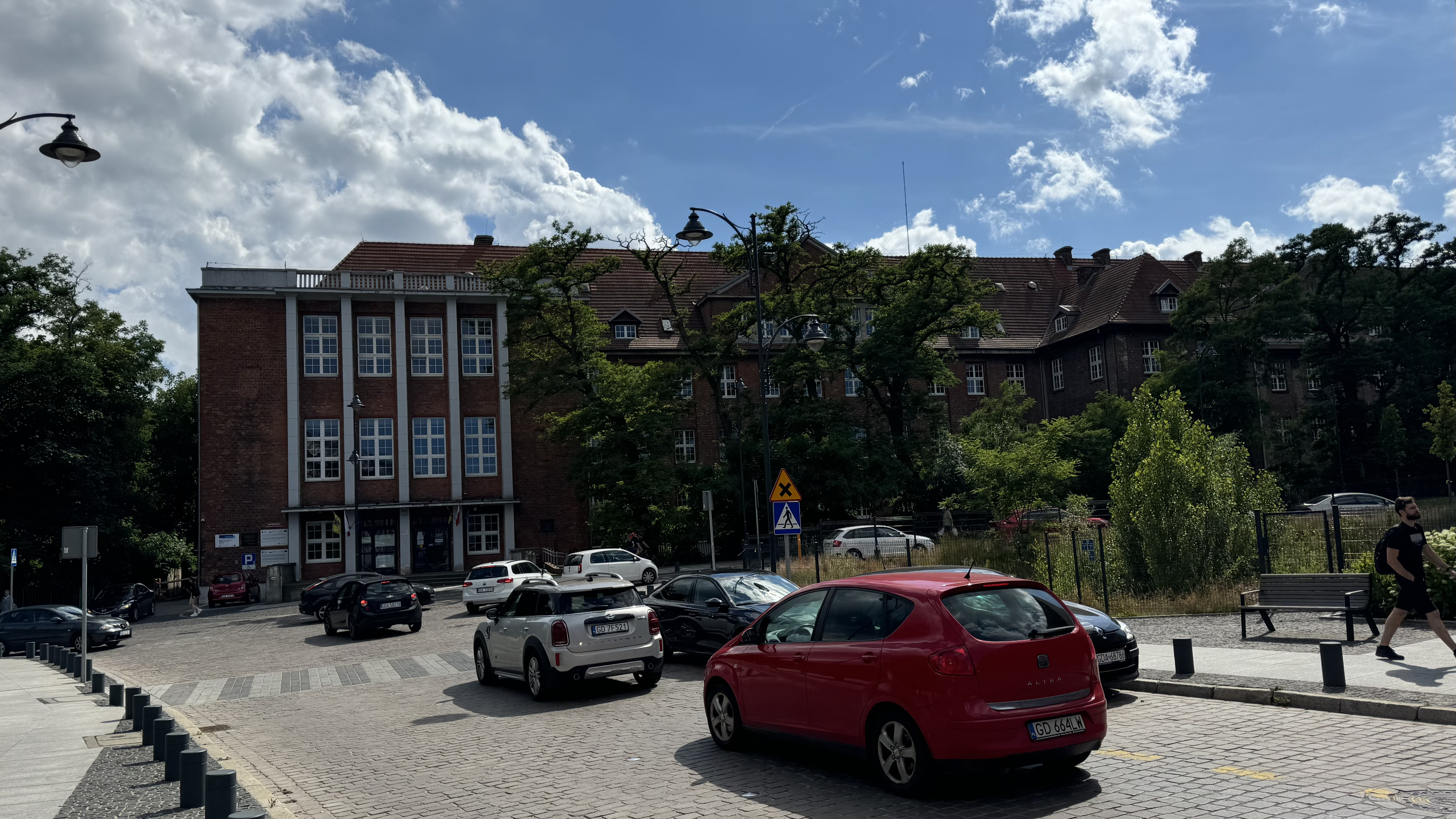
Gmach od strony frontowej, w którym mieściło się Gimnazjum Polskie w Gdańsku

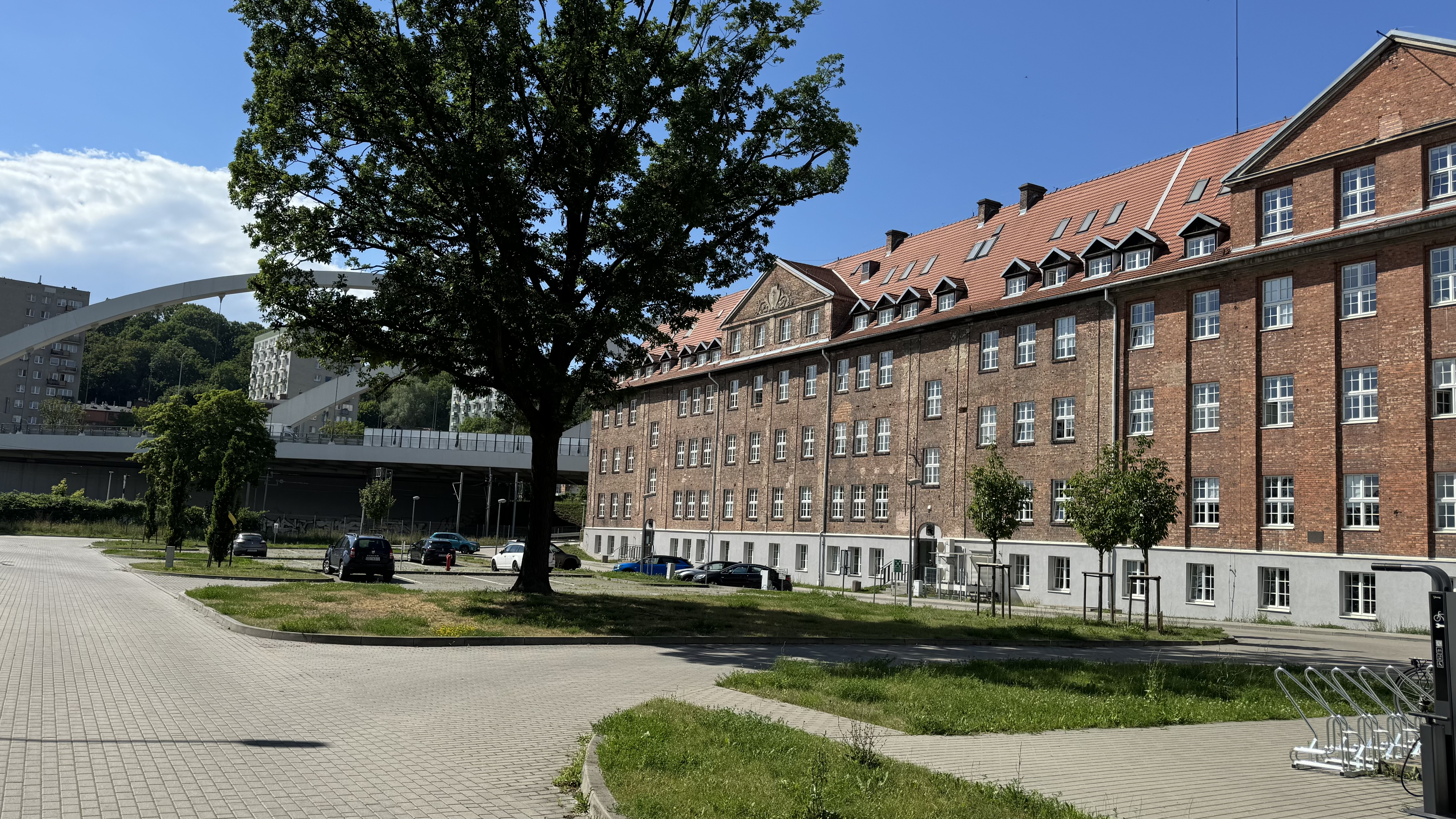
Gmach dawnego Gimnazjum Polskiego (widok od tyłu)

Urlopowany z posady w Grudziądzu, 1 września 1925 objął stanowisko dyrektora Gimnazjum Polskiego w Wolnym Mieście Gdańsku i pełnił tę funkcję do końca sierpnia 1939. Realizowana przez niego koncepcja wychowawcza wyniosła szkołę do rangi najlepiej prowadzonego gimnazjum w Polsce, stając się prawdziwym „bastionem polskości”, gdyż jego dyrektor kładł szczególny nacisk na wychowanie w duchu patriotycznym oraz naukę języka polskiego (nie wszyscy uczniowie posługiwali się nim płynnie). Troszczył się również o atmosferę wzajemnego zaufania i szacunku, łączącą uczniów i pedagogów. Zatrudniał ludzi z najwyższymi kwalifikacjami, ambitnych, doświadczonych, często z tytułem doktora, aktywnych na polu publicystycznym. Większość z nich przybyła z terenu całej Polski do Gdańska z zamiarem podjęcia pracy w wymarzonej placówce. Otrzymywali wynagrodzenie dwukrotnie wyższe od nauczycieli zatrudnionych w innych szkołach w Polsce. W okresie 1922 – 1939 liczebność kadry nauczycielskiej gimnazjum wzrosła z 10 do 36 osób.
Jako długoletni wiceprezes Zarządu Gdańskiej Macierzy Szkolnej i przewodniczący Komisji Szkolno-Oświatowej Zarządu Młodzieży Szkolnej w Gdańsku, a także członek Zarządu Głównego Związku Polaków w Wolnym Mieście Gdańsku kierował organizacją całego szkolnictwa polskiego w Gdańsku w zakresie polskich szkół senackich i prywatnych. W latach 1935–1938 dokonał rozbudowy gmachu, przekształcając budynek dawnych koszarów wojskowych w nowoczesny obiekt edukacyjny. Gimnazjum zyskało szereg doskonale wyposażonych gabinetów i laboratoriów. Z jego inspiracji w reprezentacyjnej auli szkolnej powstał w 1938 patriotyczny fresk zatytułowany „Niebo Polskie”. Był odbiciem jego największych życiowych pasji i wartości: patriotyzmu, wiary w zdolności twórcze człowieka, zamiłowania do sztuki i antyku. W pierwszym dniu wojny malowidło zostało doszczętnie zniszczone przez niemieckiego agresora.

#### Stefania Augustyńska

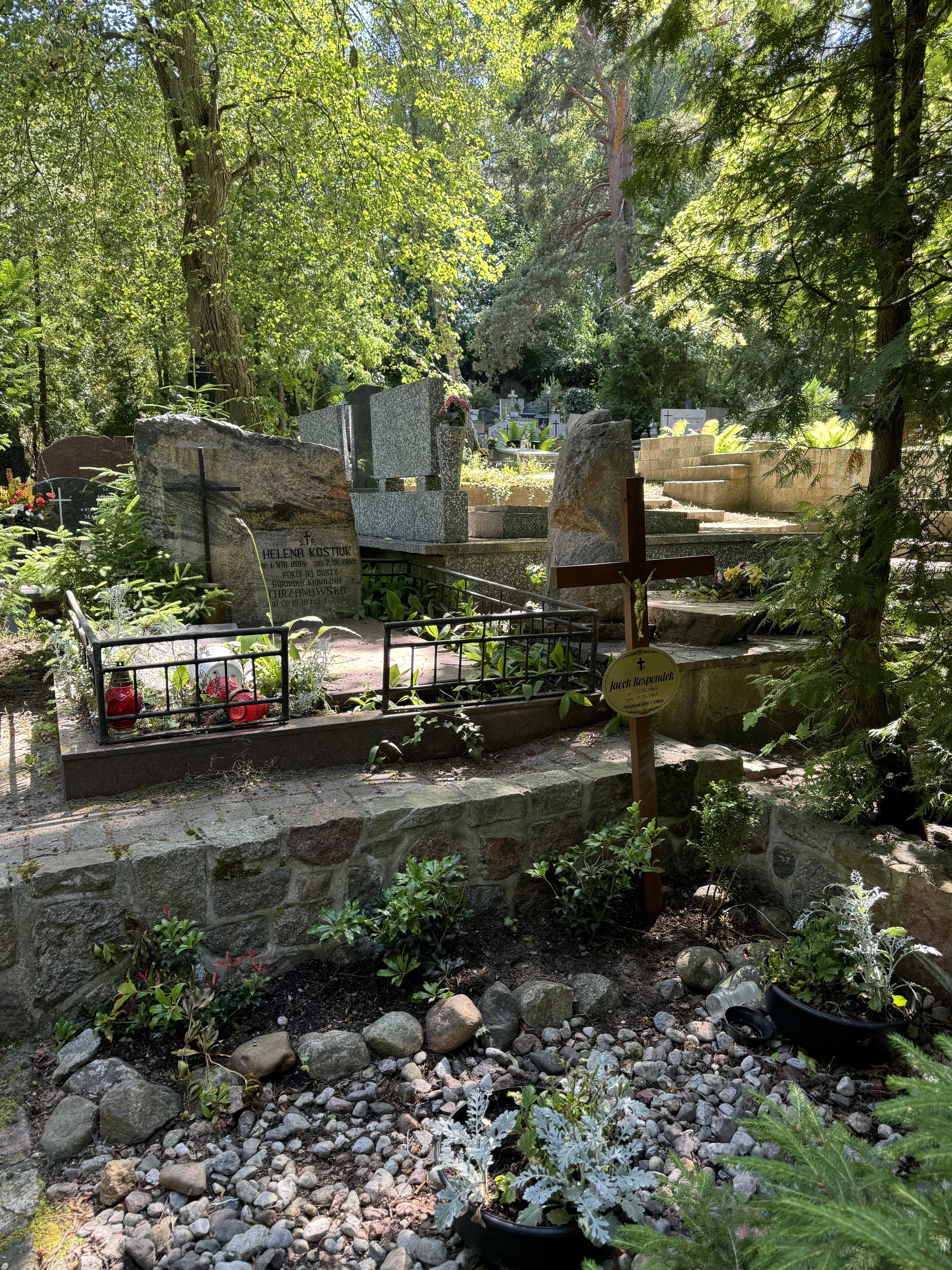
Miejsce pochówku Stefanii Augustyńskiej na cmentarzu katolickim w Sopocie

30 czerwca 1906 ożenił się ze Stefanią Nalepa (ur. 12 stycznia 1877 we wsi Kobylanka, w powiecie gorlickim). Z zawodu była nauczycielką, należała do Towarzystwa Polek w Wolnym Mieście Gdańsku, które czyniło wiele wysiłków, aby dzieci chodziły do polskich szkół, a Polacy w Gdańsku głosowali na polskie listy. Panie pomagały robotnikom i rzemieślnikom znaleźć pracę, wspierały budowę kościoła św. Stanisława, opiekowały się ochronką, wspierały działalność świetlic. Stefania Augustyńska angażowała się w działalność świetlicy w Oruni, którą kierował jej syn Jerzy Augustyński, ponadto wraz z mężem była częstym gościem w świetlicy Stare Miasto. Celem świetlic było „zapewnienie rozrywki młodzieży polskiej oraz zaznajomienie jej z geografią i historią rodzinnego kraju, z polskim obyczajem ludowym. Każda ze świetlic urządzona została w innym stylu regionalnym.” Ponieważ do świetlic uczęszczała przeważnie młodzież robotnicza, pracująca w firmach niemieckich, zadaniem osób w nich zatrudnionych było wychowywanie jej w duchu polskości. Organizowano pogadanki, wieczornice, przedstawienia amatorskie, a także propagowano polską książkę i czytelnictwo. Główną protektorką świetlic była Leonia Papèe, żona komisarza generalnego, siostra majora Henryka Dobrzańskiego „Hubala”.
Stefania Augustyńska była jedyną osobą, którą dopuszczała do siebie Stanisława Przybyszewska, zamieszkująca ubogą stancję, należącą do gimnazjum. Jej ojciec Stanisław Przybyszewski, twórca Młodej Polski był inicjatorem zbiórki publicznej na rzecz gimnazjum, natomiast mąż, Jan Panieński był nauczycielem w szkole w latach 1922–1925. W 1927 Jan Augustyński za przyczyną żony zainteresował Leona Schillera dramatem Przybyszewskiej „Sprawa Dantona”. W 1931 sztuka została wystawiona w Teatrze Wielkim we Lwowie, a następnie w 1933 w Teatrze Polskim w Warszawie. W relacji Przybyszewskiej, Stefania Augustyńska jest „wręcz aniołem”, „prawie przyjaciółką”, „osobistością w odrażającej polskiej kolonii”. Kiedy osobiście przekonała się w jakich warunkach mieszka Przybyszewska, gdy dalsze zamieszkiwanie na stancji zagrażało jej życiu z powodu niskich temperatur, z pomocą służącej przeniosła pisarkę do nowego locum w gimnazjum. Zmarła 29 sierpnia 1965 w Gdyni Orłowie. Spoczywa na cmentarzu katolickim w Sopocie, ul. Jacka Malczewskiego 18 (sektor E5, rząd 6, grób 13, brak tablicy nagrobnej z nazwiskiem).

### Okupacja niemiecka i tajne nauczanie
Przed 1939 dwukrotnie dokonywano zamachu na jego życie. Kilka dni przed wybuchem II wojny światowej wyjechał z żoną do Katowic na pogrzeb brata, Władysława Augustyńskiego. Tam dowiedział się, że znajduje się na „czarnej liście” Gestapo. W tej sytuacji nie wrócił już do Gdańska, ale pojechał do Gdyni, aby wypłacić wynagrodzenia nauczycielom. Z Gdyni udał się do Warszawy, gdzie wraz z żoną zamieszkał u młodszego syna Witolda Augustyńskiego, który był absolwentem Akademii Rolniczej w Krakowie. Żonaty z Janiną Sankowską miał dwóch synów: Jana Witolda późniejszego profesora Uniwersytetu Warszawskiego i Pawła, który był niepełnosprawny. Po rozwodzie ożenił się powtórnie w 1946 ze spokrewnioną z Sapiehami Stefanią Witter (primo voto: Nawratowicz), która miała dwoje dzieci: Andrzeja i Barbarę Nawratowicz-Stuart
Starszy syn, Jerzy Augustyński, żonaty z Allą (1909–1979), absolwent Sorbony, urzędnik Polskiej Agencji Eksportu Drewna „Paged”, działacz Polonii gdańskiej, obrońca Sopotu został rozstrzelany przez niemieckich nazistów w Piaśnicy 11 listopada 1939. Pozostawił po sobie syna, Jerzego – reportera TVP Gdańsk, który po śmierci ojca przeprowadził się z matką do Warszawy i zamieszkał z dziadkami i stryjostwem.
W tym czasie Jan Augustyński zajmował się tajnym nauczaniem w stolicy, do końca życia przechowywał klucz do gimnazjum. Zmarł nagle 13 czerwca 1943.

## Ordery i odznaczenia
- Krzyż Kawalerski Orderu Odrodzenia Polski
- Złoty Krzyż Zasługi (27 czerwca 1928)[71][72]

- Medal Jubileuszowy Pamiątkowy dla Cywilnych Funkcjonariuszów Państwowych (Austro-Węgry, przed 1913)[73]
- Krzyż Jubileuszowy dla Cywilnych Funkcjonariuszów Państwowych (Austro-Węgry, przed 1912)[74][75][75]

## Upamiętnienie

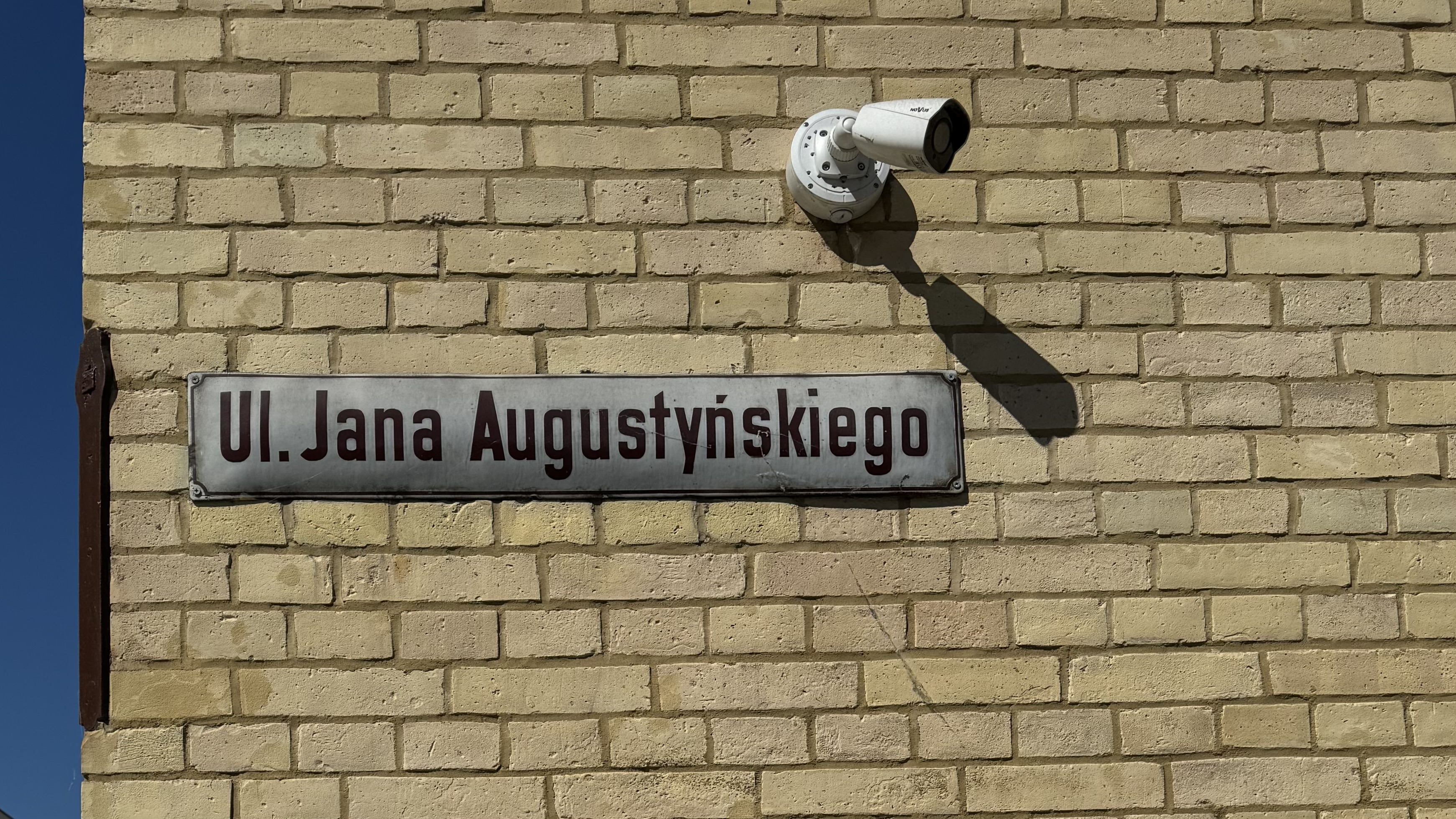
Ulica, przy której mieściło się Gimnazjum Polskie nosi imię Jana Augustyńskiego

Nazwisko Jana Augustyńskiego znalazło się na liście strat kultury polskiej (obok poległego w powstaniu warszawskim bratanka Jędrzeja Augustyńskiego, syna Zygmunta). W 1957 Rada Miejska w Gdańsku zmieniła nazwę ulicy, przy której znajdowało się Gimnazjum Polskie, z ul. Białowieskiej na ul. Jana Augustyńskiego.
Wychowanek gimnazjum w Sanoku, Józef Stachowicz wspominał::

Niski, silny brunet, z dużą wiechą aż granatowych wąsów, w czarnym płaszczu i meloniku, był postrachem, dumą i chlubą zakładu. Budził respekt i szacunek powszechny. Gdy sztubaki wysilały się na „imioniska” dla swych profesorów, dla Augustyńskiego znaleziono jedno określenie, które się przyjęło: August. Jak cesarz rzymski. Dostojność była w tym słowie i podziw bezgraniczny. Poważny, wymagający, nieprzeciętny dydaktyk i wychowawca. Znawca znakomity swego przedmiotu, pierwszorzędny organizator. „Strach szedł przed nim i za nim”. Lubił, ba, kochał swój przedmiot (...).

W swoich wspomnieniach Franciszek Bielak wymienił Jana Augustyńskiego w gronie doskonałych nauczycieli-filologów.
13 maja 2002 odbył się zjazd wychowanków z okazji 80-lecia powstania szkoły. Uczestnicy przyjechali z odległych zakątków Polski, Europy i Ameryki. Jubileuszowe spotkanie upamiętnia tablica ufundowana przez Radę Miasta Gdańska. Nazwisko Jana Augustyńskiego umieszczono także na tablicy zatytułowanej: „W hołdzie nauczycielom z byłego Wolnego Miasta Gdańska – bojownikom o polskie słowo i polską kulturę poległym, pomordowanym, zmarłym w latach II wojny światowej”, znajdującej się przy ul. Wałowej 21 w Gdańsku.
W miejscu jego urodzenia w Odporyszowie, z inicjatywy ks. Andrzeja Augustyńskiego, w 2014 powstała wielofunkcyjna placówka dla dzieci prowadzona przez Stowarzyszenie Siemacha, wybudowana przez Fundację Demos, która przechowuje pamięć o nim i jego rodzinie. Uroczystego otwarcia placówki dokonał 21 grudnia 2014 przewodniczący Rady Europejskiej Donald Tusk.

### Niebo Polskie

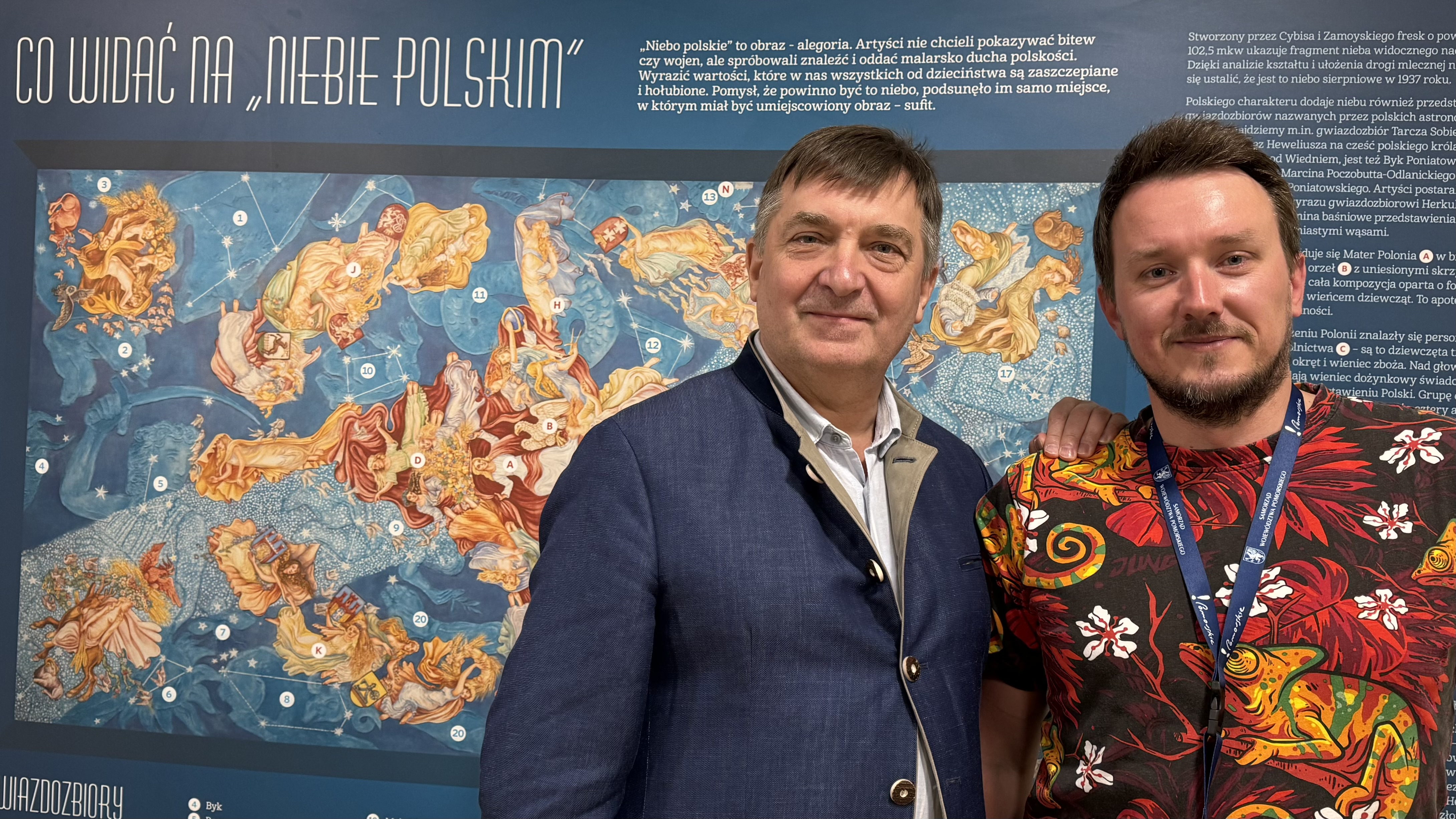
Prezentacja "Nieba Polskiego", 22 czerwca 2024, po lewej: Andrzej Augustyński (stryjeczny wnuk Jana Augustyńskiego), po prawej: Marcin Szumny (przewodnik, Pomorski Urząd Marszałkowski)

Od sierpnia 2017 do kwietnia 2018 Pomorski Urząd Marszałkowski, nowy właściciel budynku przy ul. Jana Augustyńskiego 1, przeprowadził rekonstrukcję fresku „Niebo Polskie”, symbolu polskości, znajdującego się przed wojną na suficie auli Gimnazjum Polskiego. Autorami malowidła z 1938 byli cenieni artyści Bolesław Cybis i Jan Zamoyski. Pracami przy odtworzeniu dzieła kierował prof. Jacek Zdybel z ASP w Gdańsku. Obraz o powierzchni 108 m² przedstawia Mater Polonię w centrum, w otoczeniu której znalazły się personifikacje przemysłu, handlu i rolnictwa, a także dzielnic i większych polskich miast roztańczonych na polskim niebie, na którym widać gwiazdozbiory. Towarzyszą im postaci z mitologii greckiej. Dzięki analizie kształtu i ułożeniu drogi mlecznej na plafonie udało się ustalić, że jest to niebo sierpniowe w 1937 roku. Główny obraz uzupełniły malowidła na ścianach stworzone przez Stefana Płużyńskiego i Mieczysława Jurgielewicza, które przedstawiały drogę Wisłą z Krakowa do Gdańska oraz koleją z Katowic do Gdyni. Kiedy tuż po wybuchu II wojny światowej Niemcy zajęli budynek szkoły, zniszczyli wszystkie elementy malowidła – całość skuto i zatynkowano, aby uniemożliwić ewentualną rekonstrukcję dzieła.